# Scarface - Lo sfregiato
(Tony)
Scarface - Lo sfregiato (Scarface) è un film del 1932 diretto da Howard Hawks e da Richard Rosson. Ispirato alle gesta criminose di Al Capone

## Trama
Il film è ambientato nella Chicago degli anni '20, dove vigeva ancora il proibizionismo e con la criminalità organizzata che, di conseguenza, si divide la città per le forniture illecite di alcolici. Un gangster, Tony Camonte, spietato e sanguinario, conosciuto come lo Sfregiato per via d'una cicatrice che gli deturpa il volto, inizia la sua scalata al potere fino a divenire uno degli uomini di punta della gang, scatenando una vera e propria guerra tra le bande in modo da eliminare la concorrenza. Una volta al potere, accecato dalla gelosia per sua sorella Cesca, commette l'errore di uccidere un proprio complice e amico, Gino Rinaldo, ritenendo che la sorella avesse una relazione clandestina con lui, senza sapere invece che i due si erano appena sposati e volevano fargli una sorpresa. Rivelandoglielo, l'omicidio permette alla polizia di avere finalmente un capo d'accusa contro l'imprendibile Camonte e di circondare la sua casa per catturarlo. Infine Tony e Cesca rimangono uccisi nella sparatoria con le forze di polizia.

## Produzione
Il film fu prodotto da Howard Hughes per The Caddo Company. Le riprese durarono dal giugno all'ottobre 1931.
L'uscita del film fu ritardata a causa di alcune vicissitudini censorie, poiché le scene di efferata violenza male si accordavano con l'immagine pulita che il cinema hollywoodiano cercava di darsi dopo gli eccessi degli anni ruggenti (vedi il Codice Hays). L'uscita nelle sale fu permessa una volta tolte le scene violente: infatti nel film avvengono in tutto una ventina di omicidi, ma nessuno di questi è filmato direttamente (famosa la scena iniziale dove l'uccisione del gestore di ristorante, che darà il via alla luttuosa serie di eventi narrata, viene resa attraverso un lungo piano sequenza che riprende l'ombra dell'omicida che si avvicina).

## Distribuzione
Distribuito dall'United Artists, il film uscì nelle sale cinematografiche degli Stati Uniti il 9 aprile dopo una prima tenuta a New York il 31 marzo 1932. Proibito durante il ventennio fascista, il film uscì in Italia solamente nel 1947, distribuito dalla Titanus.

### Edizioni italiane
Il doppiaggio originale, risalente al 1947, venne eseguito a Roma negli stabilimenti Titanus con la partecipazione della C.D.C. e approntato per la sua distribuzione nei cinema italiani. Il film fu poi ridoppiato nel 1975 dalla C.D. con la supervisione dei dialoghi a opera di Franco Dal Cer e con la direzione del doppiaggio curata da Giulio Panicali (il quale aveva doppiato Paul Muni nella prima edizione del film) in concomitanza con la messa in onda da parte della Rai. Nel 2006, in occasione dell'uscita in Italia dell'edizione in DVD, il film fu nuovamente ridoppiato dalla Dubbing Brothers Int. Italia (che si è occupata anche della sonorizzazione), sotto la direzione di Renato Cecchetto. 
Esiste un finale alternativo del film in cui Tony viene arrestato dalla polizia e processato per i suoi crimini. Questo finale è presente fra i contenuti extra dell’edizione in DVD pubblicata dalla Universal Pictures nel 2006, ed è stato interamente doppiato per l’occasione. La voce del giudice che condanna Tony, interpretato da William Burress, è dello stesso Cecchetto.

## Remake
Nel 1983 Brian De Palma realizzò un nuovo Scarface, ispirato liberamente a questo film, a sua volta ispirato al personaggio di Al Capone.

## Riconoscimenti
Nel 1932 è stato indicato tra i migliori dieci film dell'anno dal National Board of Review of Motion Pictures.
Nel 1994 è stato scelto per la conservazione nel National Film Registry della Biblioteca del Congresso degli Stati Uniti.
Nel 2008 è stata stilata la classifica dall' American Film Institute dei 10 migliori film di gangster di tutti i tempi, piazzandosi al 6° posto.